# Schenkurski rajon
Der Schenkurski rajon (russisch Ше́нкурский муниципа́льный райо́н/Schenkurski munizipalny rajon) ist eine Verwaltungseinheit innerhalb der Oblast Archangelsk, Russland. Er befindet sich südlich der Oblasthauptstadt Archangelsk. Das Verwaltungszentrum ist die Stadt Schenkursk.

## Geographie
Der Schenkurski rajon befindet sich im südlichen Teil der Oblast Archangelsk. Im Westen des Rajons grenzen die Rajone Njandomski und Plessezki, nördlich der Winogradowski rajon, östlich der Werchnetojemski rajon, südöstlich der Ustjanski rajon und südlich der Welski rajon. Die Fläche des Rajon beträgt 11.300 km². Aus südlicher Richtung kommend durchfließt die 575 km lange Waga den gesamten Rajon, bevor sie bei Beresnik linksseitig in die Nördliche Dwina mündet.

## Geschichte

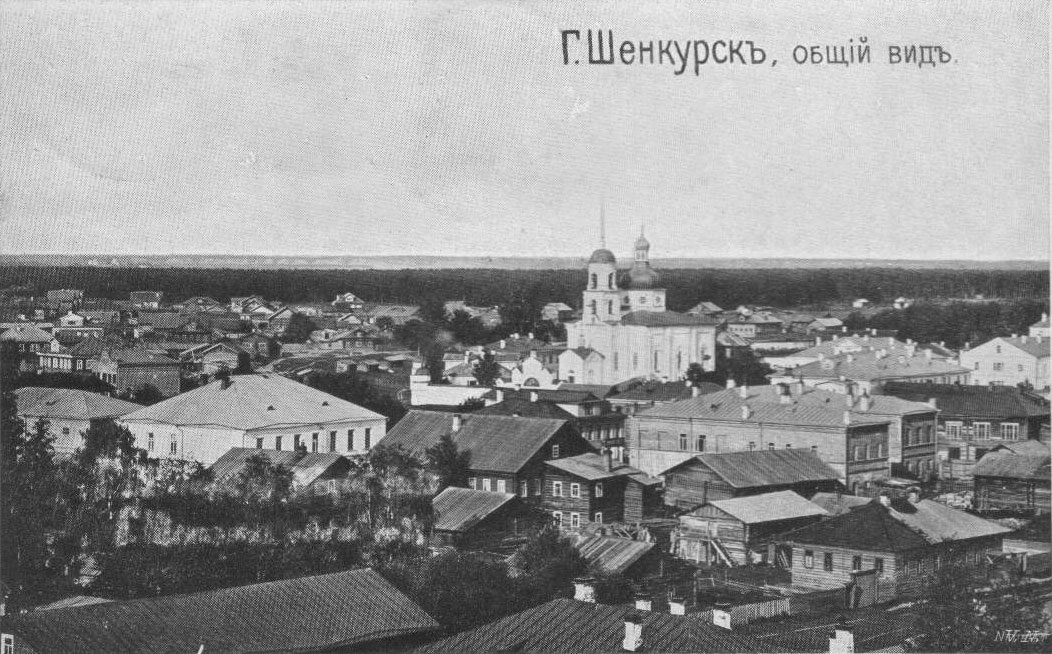
Die Stadt Schenkursk im Jahr 1917

Das Gebiet des heutigen Schenkurski rajon wurde ursprünglich von finno-ugrischen Siedlern besiedelt. 1315 wurde der Schenkurski Pogost erstmals erwähnt. Im Jahr 1552 wurde das Gebiet Teil des Waschki ujesd (Важский уезд). 1710 wurde der Ujesd zur Oblast Waschka (Важский область) innerhalb des Gouvernementes Archangelogorod. Die Oblast Waschka wurde 1780 in den Schenkurski ujesd und den Welski ujesd aufgeteilt. 1897 hatte der Schenkurski ujesd bereits 76.759 Einwohner, bei einer Fläche von 21779,1 Quadratwersten (entspricht 23.234 km²).
Im Jahr 1929 wurde der Schenkurski rajon als Teil des Nördlichen Krai gegründet. Anfangs besaß dieser eine Fläche von 7.700 km², vergrößerte sich aber im Zuge zahlreicher Verwaltungsreformen mit der Zeit. Ab dem Jahr 1936 wurde der Rajon Teil der Nördlichen Oblast. Am 23. September 1937 ging der Rajon in das Territorium der neu gegründeten Oblast Archangelsk auf.

### Bevölkerungsentwicklung
Die folgende Übersicht zeigt die Entwicklung der Einwohnerzahlen des Schenkurski rajon.
| Jahr | Einwohner |
| ---- | --------- |
| 1959 | 3185      |
| 1970 | 26.630    |
| 1979 | 24.124    |
| 1989 | 22.597    |
| 2002 | 18.680    |
| 2010 | 15.196    |

Anmerkung: Volkszählungsdaten

## Verwaltungsgliederung
Der Rajon ist in zwölf Gemeinden (муниципальное образование) unterteilt, davon eine Stadtgemeinde (городское поселение) und elf Landgemeinden (сельское поселение). Innerhalb des Rajon befindet sich mit Schenkursk als administrativem Zentrum nur ein Ort mit Stadtstatus. Im Schenkurski rajon leben 15.196 Einwohner (Stand 14. Oktober 2010), was 1,3 % der Einwohnerzahl der Oblast Archangelsk entspricht.
| Gemeinde                       | Russischer Name                     | Einwohner (14. Oktober 2012) | Administratives Zentrum |
| ------------------------------ | ----------------------------------- | ---------------------------- | ----------------------- |
| Stadtgemeinde Schenkurskoje    | Шенкурское городское поселение      | 5.702                        | Schenkursk              |
| Landgemeinde Wercholedskoje    | Верхоледское сельское поселение     | 500                          | Rakowskaja              |
| Landgemeinde Werchopadengskoje | Верхопаденьгское сельское поселение | 739                          | Iwanowskoje             |
| Landgemeinde Nikolskoje        | Никольское сельское поселение       | 1.141                        | Schipunowskaja          |
| Landgemeinde Rowdinskoje       | Ровдинское сельское поселение       | 1.926                        | Rowdino                 |
| Landgemeinde Sjumskoje         | Сюмское сельское поселение          | 225                          | Kulikowskaja            |
| Landgemeinde Tarnjanskoje      | Тарнянское сельское поселение       | 159                          | Rybogorskaja            |
| Landgemeinde Ust-Padengskoje   | Усть-Паденьгское сельское поселение | 1.162                        | Ust-Padenga             |
| Landgemeinde Fedorogorskoje    | Федорогорское сельское поселение    | 1.843                        | Nikiforowskaja          |
| Landgemeinde Schachanowskoje   | Шахановское сельское поселение      | 112                          | Nossowskaja             |
| Landgemeinde Schegowarskoje    | Шеговарское сельское поселение      | 1.118                        | Schegowary              |
| Landgemeinde Jamskogorskoje    | Ямскогорское сельское поселение     | 569                          | Odinzowskaja            |

## Wirtschaft und Verkehr
Neben der Forst- und Nahrungsmittelindustrie ist die Landwirtschaft, insbesondere die Viehzucht, einer der wichtigsten Wirtschaftszweige des Rajon.
Der gesamte Rajon ist nicht in Besitz einer Eisenbahnanbindung. Die nächste Eisenbahnstation befindet sich im 147 km südlich gelegenen Welsk. Das Straßennetz innerhalb des Rajon wurde in den letzten Jahren kontinuierlich modernisiert und ausgebaut. Durch den Rajon verläuft die russische Fernstraße M8 von Moskau kommend nach Archangelsk.